# Shigetatsu Matsunaga
Shigetatsu Matsunaga (松永 成立 Matsunaga Shigetatsu?, Hamamatsu, Shizuoka, 12 de agosto de 1962) es un exfutbolista japonés que se desempeña como entrenador de porteros en el Yokohama F. Marinos.

## Carrera
Se dedicó al béisbol durante toda la escuela secundaria, al entrar a Preparatoria Hamana decidió cambiar al fútbol, jugó 2 años mientras estuvo en la Universidad Aichi Gakuin, después de graduarse decidió unirese al Nissan Motors de la Japan Soccer League.
Cuando se creó la J.League en 1993 continuó jugando para el ahora Yokohama Marinos hasta perder la titularidad frente a Yoshikatsu Kawaguchi quien también lo reemplazo como la primera opción al arco de la Selección de Japón, por lo cual partió a jugar al Tosu Futures de la JFL, predecesor del Sagan Tosu en 1996. En 1997 fue transferido al Brumell Sendai, también de la JFL. Volvió a la J.League en 1998 para jugar por el Kyoto Purple Sanga durante 3 temporadas hasta su retiro en el año 2000.

## Selección nacional
Jugó 40 veces por la selección japonesa entre 1988 y 1995. Era el portero titular de Japón durante la Copa Asiática 1992 hasta que fue expulsado en la semifinal contra la Selección China, siendo reemplazado por Kazuya Maekawa por el resto del campeonato. También fue el portero en el encuentro contra la Selección de Irak en un encuentro válido por la Clasificación para la Copa Mundial de Fútbol de 1994 en donde la selección japonesa vio truncada su opción de asistir por primera vez a una Copa del Mundo con un empate de último minuto, este partido es conocido como la Agonía de Doha por los hinchas japoneses.

## Clubes

### Futbolista
| Club               | País  | Año       |
| ------------------ | ----- | --------- |
| Yokohama Marinos   | Japón | 1985-1995 |
| Tosu Futures       | Japón | 1995-1996 |
| Brumell Sendai     | Japón | 1997      |
| Kyoto Purple Sanga | Japón | 1997-2000 |

### Entrenador de Porteros
| Club                | País  | Año       |
| ------------------- | ----- | --------- |
| Kyoto Sanga         | Japón | 2001-2006 |
| Yokohama F. Marinos | Japón | 2007-     |

## Palmarés

### Campeonatos internacionales
| Título           | Club               | País  | Año     |
| ---------------- | ------------------ | ----- | ------- |
| Copa Asiática    | Selección de Japón | Japón | 1992    |
| Recopa de la AFC | Nissan Motors      | Japón | 1991-92 |
| Recopa de la AFC | Yokohama Marinos   | Japón | 1992-93 |

### Campeonatos nacionales
| Título             | Club             | País  | Año     |
| ------------------ | ---------------- | ----- | ------- |
| Copa del Emperador | Nissan Motors    | Japón | 1985    |
| Copa del Emperador | Nissan Motors    | Japón | 1988    |
| Copa JSL           | Nissan Motors    | Japón | 1988    |
| JSL División 1     | Nissan Motors    | Japón | 1988-89 |
| Copa del Emperador | Nissan Motors    | Japón | 1989    |
| Copa JSL           | Nissan Motors    | Japón | 1989    |
| JSL División 1     | Nissan Motors    | Japón | 1989-90 |
| Copa JSL           | Nissan Motors    | Japón | 1990    |
| Copa del Emperador | Nissan Motors    | Japón | 1991    |
| Copa del Emperador | Yokohama Marinos | Japón | 1992    |

### Distinciones individuales
| Título                          | País  | Año     |
| ------------------------------- | ----- | ------- |
| Equipo del Año de la JSL        | Japón | 1988-89 |
| Equipo del Año de la JSL        | Japón | 1990-91 |
| Equipo del Año de la JSL        | Japón | 1991-92 |
| J. League Best XI               | Japón | 1993    |
| Premio de Mérito de la J.League | Japón | 2000    |